# Ефрусі Єва Марківна
Єва Марківна (Хава Мордківна) Ефрусі (їд. חוה אפרתי уроджена Бланк ; 6 вересня 1870, Кишинів, Бессарабська область — після 1938, Рига) — російський історик і педагог.

## Життєпис
Народилася 1870 року в Кишиневі у єврейській купецькій сім'ї другої гільдії. Батько, Мордко Абрамович Бланк (1837—?), разом із чоловіком своєї сестри були співвласниками великої банківської «контори Єфрусі та Бланка» у Кишиневі (згодом із відділенням в Одесі), мати — Гітл Бланк (1839—?). Сестра хіміка та публіциста Рувима Марковича Бланка.
Закінчила жіночу гімназію в Кишиневі, потім історичне відділення Інституту загального добробуту у Франкфурті-на-Майні (Франкфуртський університет імені Йоганна Вольфганга Гете). Деякий час проживала в Одесі та Києві . З 1891 року була одружена зі своїм двоюрідним братом — публіцистом Борисом Йосиповичем (Бенціоном Йосиповичем) Ефрусі, з яким жила в Берліні та Парижі, потім у Санкт-Петербурзі . Брала активну участь у діяльності партії соціалістів-революціонерів. 1904 року знову оселилася в Кишиневі.
Опублікувала ряд праць з історії революційного руху в різних країнах, російської історії Середньовіччя, підручник з історії Росії (1911) .
У 1913—1915 роках написала двотомний підручник з єврейської історії, який у перекладі на їдиш побачив світ у видавництві Бориса Клецкіна (1875—1937) спочатку у Києві у 1918 році, потім у Вільні (1920, 1921) та став одним із найпопулярніших навчальних посібників з історії для єврейських шкіл. У першому томі розглядалася соціальна та економічна історія біблійного періоду, у другому томі — вперше на їдиші розглядалася історія епохи Другого Храму. Пізніше вона написала третій том, у якому розглядалася історія євреїв за доби Середньовіччі. Всі три томи були перевидані видавництвом Star Hebrew Book Company у США (1926), окреме видання третьої частини було здійснено цим же видавництвом у 1931 році. 1938 року у Варшаві також на ідиші вийшла її монографія «Історія євреїв у Східній Європі».
Публікувалася у періодичних виданнях, присвячених питанням педагогіки; так у 1922 році у віленському журналі «Ді найє шул» («нова школа», на їдиші) вийшла її робота «Ді форшингс-методн фун дер біблішер гешихте» (дослівно — «дослідницька методологія біблійної історіографії»).
У 1920-ті роки працювала науковим співробітником Російського закордонного історичного архіву в Празі (1924—1928 рр. — завідувачка газетно-журнального відділу) . Наприкінці 1920-х — на початку 1930-х років жила в Ризі (Латвія), викладала історію в середніх єврейських школах.

## Родина
- Двоюрідні сестри та брат (з боку батька) — доктор філософських наук Поліна Йосипівна Ефруссі, доктор медичних наук Зінаїда Йосипівна Мічник і письменник Юлій Аронович Клугман, який за радянських часів публікувався під псевдонімом Юрій Калугін.
- Племінники (діти двоюрідних братів і сестер) — Яків Ісаакович Ефруссі (Ефрусі ; 1900—1996), інженер-винахідник в галузі радіотехніки та телебачення; Борис Самойлович Ефруссі, генетик та молекулярний біолог; Ганна Борисівна Закс, історик-музеєзнавець.

## Публікації
- Е. М. Эфруси. Великая революция во Франции. М.: Братья А. и И. Гранат и К°, 1908. — 140 с.; 2-е издание — М.: Русский библиографический институт Братья А. и И. Гранат и К°, 1917. — 126 с.
- Е. М. Эфруси. История России: Учебник и книга для чтения. М.: «Сотрудник школ» А. К. Залесской, 1911. — 304 с.
- Е. М. Эфруси. Учебник русской истории. Элементарный курс для средних учебных заведений и городских училищ. Одесса: Издание Общества для распространения просвещения между евреями в России, 1911.
- Е. М. Эфруси. Учебник по истории евреев. Часть 1: Древнейший или библейский период. СПб: Типография «Печатный труд», 1913. — 132 с.
- Е. М. Эфруси. Учебник по истории евреев. Часть 2: Период Второго Храма. Одесса, 1915.
- Е. М. Эфруси. Новгородская республика (Господин Великий Новгород). Под редакцией Е. К. Брешко-Брешковской. М.: Земля и воля, 1917. — 16 с.
- Е. М. Эфруси. Тернистый путь к свободе: Борьба против самодержавных порядков при царях из дома Романовых. Исторические очерки. Под редакцией Е. К. Брешко-Брешковской и О. С. Минора. М.: Земля и воля, 1918. — 95 с.
- די געשיכטע פֿון ייִדישן פֿאָלק, לערנבוך (ди гешихте фун идишн фолк, лернбух — история еврейского народа, учебник). Первая часть: Библейский период. Киев: Б. А. Клецкин, 1918. — 180 с.
- די געשיכטע פֿון ייִדישן פֿאָלק, לערנבוך (ди гешихте фун идишн фолк, лернбух — история еврейского народа, учебник). Вторая часть: Эпоха Второго Храма. Киев: Б. А. Клецкин, 1918. — 207 с.
- יידישע געשיכטע: לערנבוך (идише гешихте: лернбух — учебник еврейской истории). Первый выпуск: Библейский период. Вильна: Виленское издательство Б. А. Клецкин, 1920. — 180 с.
- יידישע געשיכטע: לערנבוך (идише гешихте: лернбух — учебник еврейской истории). Второй выпуск: Эпоха Второго Храма. Вильна: Виленское издательство Б. А. Клецкин, 1921. — 207 с.
- ייִדישע געשיכטע פֿאַר שול און הױז (идише гешихте фар шул ун hойз — еврейская история для школы и дома). Первая часть: Библейский период. Нью-Йорк: Star Hebrew Book Company, 1926. — 182 с.
- ייִדישע געשיכטע פֿאַר שול און הױז (идише гешихте фар шул ун hойз — еврейская история для школы и дома). Вторая часть: Эпоха Второго Храма. Нью-Йорк: Star Hebrew Book Company, 1926. — 210 с.
- מיטלאַלטער, די ייִדן אין גלות (митлалтер, ди идн ин голес — средние века, евреи в изгнании). Нью-Йорк: Star Hebrew Book Company, 1931. — 189 с.
- די געשיכטע פֿון ייִדן אין מיזרח-אײראָפּע (ди гешихте фун идн ин мизрех-эйропе — история евреев в Восточной Европе). Под редакцией Н. Мирера. Варшава, 1938.

## Статті
- Эфруси Е. Иуда Маккавей и его братья // Колосья. Ноябрь 1915. С. 17—30.
- Эфруси Е. Общие чтения в воскресных школах и беседы по русской истории // Вестник воспитания. 1916. № 8. С. 139—162.
- Эфруси Е. Летняя детская площадка // РШЗР (Русская школа за рубежом). Прага, 1931. Кн. 34. С. 453—460.